# Chotín
Chotín (tot en met 1948: Hetín - Hongaars:Hetény) is een Slowaakse gemeente in de regio Nitra, en maakt deel uit van het district Komárno.
Chotín telt 1417 inwoners.